# Etxalar
Etxalar (spanisch Echalar, auch Etchalar) ist eine spanische Gemeinde (municipio) in der Comunidad Foral de Navarra mit 814 Einwohnern (Stand: 2024).

## Lage
Etxalar liegt etwa 70 Kilometer nördlich von Pamplona (Iruna) an der Grenze zu Frankreich in einer Höhe von ca. 95 m. Der Fluss Bidasoa begrenzt die Gemeinde im Westen. 

## Sehenswürdigkeiten

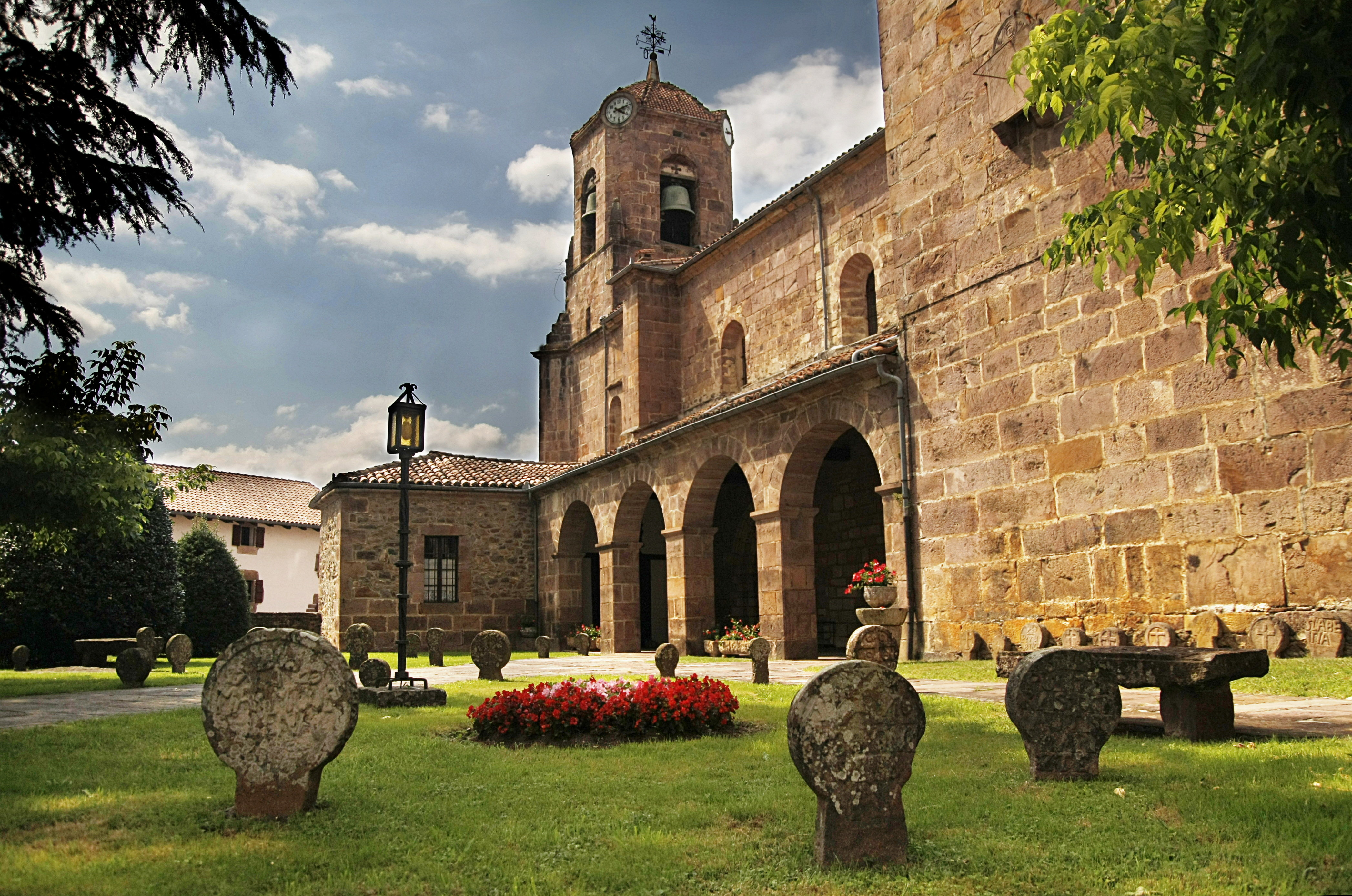
Kirche Mariä Himmelfahrt

- Kirche Mariä Himmelfahrt

## Söhne und Töchter der Stadt
- Manuel Aznar Zubigaray (1893–1975), Journalist und Diplomat